# Ivan Santaromita
Ivan Santaromita (født 30. april 1984) er en italiensk tidligere professionel cykelrytter.